# Aepylopha thalassia
Aepylopha thalassia är en fjärilsart som beskrevs av Turner 1942. Aepylopha thalassia ingår i släktet Aepylopha och familjen mätare. Inga underarter finns listade i Catalogue of Life.